# جنی فرانسون
جنی فرانسون (به انگلیسی: Jenny Fransson؛ زادهٔ ۱۸ ژوئیهٔ ۱۹۸۷) یک کشتی‌گیر آزادکار اهل سوئد است.
از افتخارات وی می‌توان به کسب مدال برنز المپیک ۲۰۱۶ ریو و مدال طلا مسابقات قهرمانی کشتی جهان ۲۰۱۲ و مدال نقره مسابقات قهرمانی کشتی جهان ۲۰۱۹ اشاره کرد.